# Bradwell on Sea
Bradwell on Sea ist ein Ort und eine Gemeinde mit ca. 900 Einwohnern im Osten der Dengie-Halbinsel in der Grafschaft Essex im Südosten Englands.

## Lage und Klima
Der Ort Bradwell on Sea (oder nur Bradwell) liegt an der Mündung des Blackwater River in den Ärmelkanal in einer Höhe von etwa 15 m. Die Großstadt Chelmsford befindet sich etwa 40 km westlich. Das Klima ist gemäßigt; Regen (ca. 600 mm/Jahr) fällt übers Jahr verteilt.

## Wirtschaft

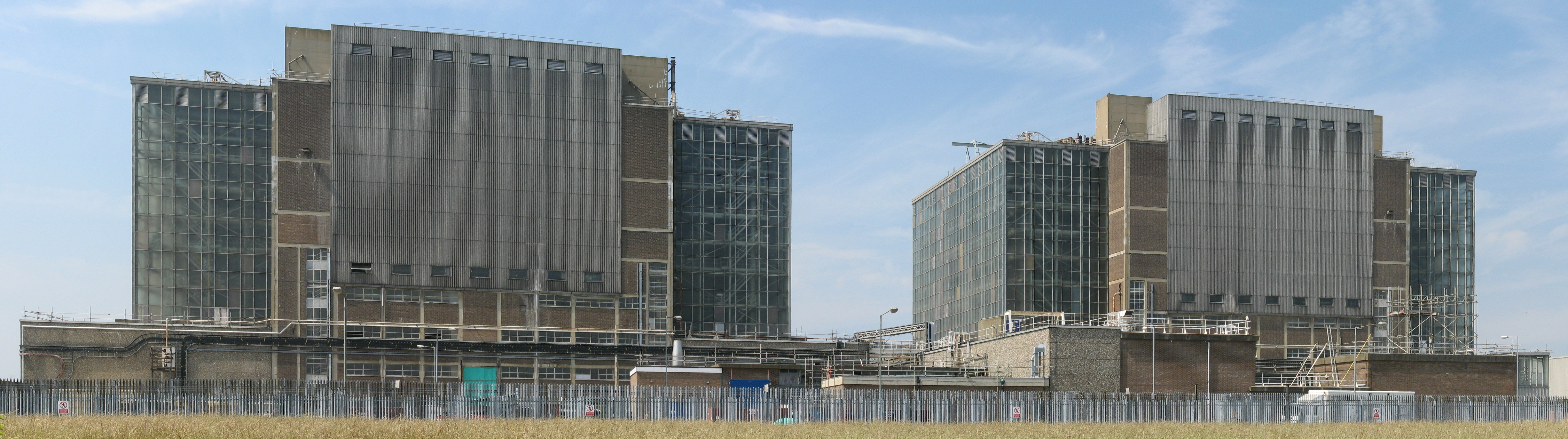
Kernkraftwerk Bradwell

Die Gegend um Bradwell ist überwiegend landwirtschaftlich geprägt. Im Mündungsbereich des Blackwater River entstand im Jahr 1962 das aus 2 Blöcken bestehende Kernkraftwerk Bradwell, mit dessen Stilllegung und Abriss im Jahr 2002 begonnen wurde.

## Geschichte
Etwa 3 km östlich errichteten die Römer das Kastell Othona; aus seinen Resten entstand unter der Leitung des Bischofs Cedd († 664) um die Mitte des 7. Jahrhunderts ein Kloster mit einer der ältesten erhaltenen Kirchen Englands (St. Peter-on-the-Wall). Im Zweiten Weltkrieg wurde nördlich des Ortes der Flugplatz RAF Bradwell Bay in Betrieb genommen.

## Sehenswürdigkeiten
- Die vom ehemaligen Friedhof umschlossene St Thomas’ Church entstand im 14. Jahrhundert, doch stammt ihr heutiger Zustand im Wesentlichen aus dem beginnenden 18. Jahrhundert. Kirchenschiff und Apsis sind nicht gewölbt, sondern werden von einem offenen Dachstuhl bedeckt. Der aus Ziegelsteinen gemauerte Glockenturm wurde erst im Jahr 1743 hinzugefügt.[3] Der achteckige Taufstein mit 4 Kopfreliefs stammt sehr wahrscheinlich noch aus der alten Kirche.

Umgebung
- Etwa 3 km östlich befindet sich die Kapelle St. Peter-on-the-Wall, eines der bedeutendsten Zeugnisse der Angelsächsischen Architektur.

## Personen
- Tom Driberg, Baron Bradwell (1905–1976), Journalist und Politiker, begraben in Bradwell